# Leptopanorpa sarangana
Leptopanorpa sarangana är en näbbsländeart som beskrevs av Maurits Anne Lieftinck 1936. Leptopanorpa sarangana ingår i släktet Leptopanorpa och familjen skorpionsländor. Inga underarter finns listade i Catalogue of Life.